# Сикалисы
Сикалисы (лат. Sicalis) — род воробьиных птиц из семейства танагровых.

## Список видов
- Золотобрюхий сикалис (Sicalis auriventris)[1]
- Лимонный сикалис (Sicalis citrina)
- Карликовый сикалис (Sicalis columbiana)
- Шафрановый сикалис (Sicalis flaveola), или шафрановый вьюрок
- Патагонский сикалис (Sicalis lebruni)
- Жёлтый сикалис (Sicalis lutea)
- Желтоголовый сикалис (Sicalis luteocephala)
- Короткоклювый сикалис (Sicalis luteola)
- Оливковый сикалис (Sicalis olivascens)
- Серый сикалис (Sicalis raimondii)
- Желтогорлый сикалис (Sicalis taczanowskii)
- Золотопоясничный сикалис (Sicalis uropygialis)